# 阿凡提 (电影)
《阿凡提》是北京电影制片厂1980年摄制的彩色故事片。由肖朗执导，王玉胡、肖朗编剧，吐依贡·阿合买德等人主演。是中国首部由真人扮演的阿凡提的故事片。电影讲述了智慧、勇敢的阿凡提为了让朴实、忠于爱情的木沙和善良、活泼的莱丽终成眷属，而对抗、惩罚作恶多端的判决官、巴依、收税官员、国王等人的故事。
《阿凡提》获得首届全国少数民族题材电影腾龙奖故事片三等奖，阿凡提的扮演者吐依贡获得腾龙奖优秀男演员奖。

## 影视中的阿凡提
阿凡提最初为文学形象，在阿拉伯世界、土耳其、伊朗、中亚五国等地广为流传。不同民族、语言中，他被称作霍加·纳斯尔丁、纳斯尔丁·霍加、纳斯列丁·阿凡提、毛拉·纳斯列丁·阿凡提等等，其中“纳斯尔丁（纳斯列丁）”为人名，“霍加”“阿凡提”“毛拉”等则是对智者的尊称。
自20世纪起，阿凡提开始出现在影视剧中。其中1943年苏联塔什干电影制片厂（Ташкентской киностудии）拍摄的黑白喜剧片《纳斯列金在布哈拉》是已知最早根据阿凡提故事改编的艺术片。此后，该电影制片厂在20世纪40年代又拍摄了《纳斯列金奇遇记》等影片。20世纪60年代后，中国先后上映了译制片《纳斯列金在霍真特》《纳斯列金的十二座坟墓》等影片。中国首次将阿凡提的故事改编成影视作品是上海美术电影制片厂制作的木偶片《阿凡提的故事》单本剧《阿凡提》。电影《阿凡提》是中国首部由真人扮演的阿凡提故事主题电影。

## 剧情简介
远游的阿凡提回到家中与家人团聚。恰逢佳节，妻子让阿凡提去打油。因为阿凡提将自己的油送给了贫穷的小姑娘，不得已去向故意垄断粮油市场的百户长借油，讨厌阿凡提的百户长将其他液体作为油卖给了阿凡提。阿凡提借着给百户长治牙痛的机会，用百户长卖给自己的“油”加上辣椒作为灵丹妙药“医治”百户长的牙。百户长寻仇之时，阿凡提已经再次骑着小毛驴离开家乡。途中，阿凡提遇到吝啬的巴依老爷强迫工人饿肚子干活，于是阿凡提施计骗过巴依老爷，用巴依老爷的花牛宴请了工人们。未知真相但深知被骗的巴依老爷想杀掉阿凡提的小毛驴，却被阿凡提识破，让巴依老爷误杀了自己的驴。
年轻工人木沙与少女莱丽是一对恋人。恶霸国库大臣阿布拉伯克、阿孜巴依等人借着征税的名义强抢民女，其中包括莱丽。为了营救莱丽，阿凡提挺身而出，帮助木沙打赢官司并惩罚了看似见财忘义的审判官阿克木老爷。随后，阿凡提顺利救出了莱丽，但不久后已逃走的木沙和莱丽却又被国王抓住。阿凡提又用智慧帮助国王解答了外国使者提出的难题，被封为国师。但道貌岸然的国王也垂涎莱丽的美貌，于是阿凡提借王后的手惩罚了国王并救出莱丽。在莱丽和木沙的婚礼上，大家都在寻找阿凡提。此时的阿凡提又骑上了小毛驴，继续自己的云游生涯。

## 角色人物
| 角色       | 演员            |
| ---------- | --------------- |
| 阿凡提     | 吐依贡          |
| 百户长     | 吐合地·依则孜   |
| 木沙       | 土尔逊          |
| 莱丽       | 古则丽努尔      |
| 巴依老爷   | 乌卜尔·海依力   |
| 阿孜巴依   | 依·帕合尔丁     |
| 阿布拉伯克 | 阿巴克          |
| 阿克木老爷 | 买买提明·努肉孜 |
| 国王       | 阿布力米提      |
| 王后       | 阿布日丽        |

## 幕后制作

### 电影制作
《阿凡提》的编剧之一王玉胡从20世纪50年代中期开始，就在新疆各地收集并发表关于阿凡提的民间故事。《阿凡提》的电影文学剧本《阿凡提的故事》则是直到十一届三中全会以后，担任新疆维吾尔自治区文学艺术界联合会担任要职时，忙里偷闲完成的。电影文学剧本后发表于期刊《新疆文艺》上。
《阿凡提》中阿凡提的扮演者吐依贡·阿合买德在此之前是小有名气的演员，拍摄过电影《向导》《雪青马》，但都是出演反派角色。导演肖朗选角时认为吐依贡谈吐风趣，为人质朴，适合阿凡提，于是将其借调到北京电影制片厂。电影中阿凡提的小伙伴——小毛驴是从喀什多地几十头毛驴中脱颖而出的，小毛驴头顶的白斑并非天生，而是化妆师涂成的。在乌鲁木齐市取景时，小毛驴并未前往，而是在当地找到一只相似的毛驴参演。
电影《阿凡提》外景拍摄花费3个月时间。外景多取自新疆维吾尔自治区喀什市，比如电影中“王城广场”和“王宫大门”取景自艾提尕尔清真寺和阿巴和加麻札，但作为名胜古迹，直接作为电影场景会不真实。同时为了避开现代建筑，摄制团队利用架设玻璃绘画透视合成办法，也就是用绘制有古代建筑群的大平面玻璃，按照摄影机摄取的画面构图摆设玻璃，让画面形成新的环境面貌。

### 音乐制作
《阿凡提》的主题曲是阿凡提之歌，歌曲的创作并不一帆风顺，初期创作的几十个版本都无法满足导演要求。歌唱家克里木是阿凡提之歌的编曲之一，他提出这首歌不应以歌颂为主，而是应该和老百姓在一起，幽默智慧的。确定创作方向后，克里木想起了1957年在和田县慰问边防部队时遇到的老农，骑着小毛驴，带着瓜皮帽的老农唱着维吾尔语民歌。克里木趁机记录下旋律，创作出阿凡提之歌。阿凡提之歌采用维吾尔族双人舞莱帕尔（لەپەر）的曲调，在“Mi-Fa-So-Fa, So”三个音重复展开，并在此基础上再加上莱帕尔的前奏。2023年，说唱歌手艾熱等人在《中国说唱巅峰对决2023》中的沙采样自阿凡提之歌。

## 电影特色
《阿凡提》是由维吾尔族民间文学改编而来的电影，包括俗语在内的维吾尔族民间智慧在电影中得到展现。比如阿凡提得知百户长垄断当地油时，称其“天下乌鸦一般黑”；阿凡提穿着并不富贵，当他想进入阿孜巴依府邸，被巴依的仆人嘲笑到：“毛驴想配金鞍子。”阿凡提在电影中也是幽默智慧的人物形象，比如阿凡提在阿孜巴依府邸参加宴会时，阿凡提请自己的衣服吃饭，以暗示自己因穿着遭到不公待遇。看到有人在偷点心时，阿凡提将茶水倒入那人口袋，说衣服吃了那么多点心，该口渴了。
《阿凡提》还展示了维吾尔族的人文民俗：包括双人歌舞莱帕尔等多种维吾尔族舞蹈；都塔尔、热瓦普等不同维吾尔族民族乐器；烤牛、羊肉串、骨头汤、抓饭、馕等新疆美食；艾德莱斯绸、铜器、陶器等民俗装饰、服饰。

## 获奖情况
《阿凡提》获得1995年首届全国少数民族题材电影腾龙奖故事片三等奖，阿凡提的扮演者吐依贡获得腾龙奖优秀男演员奖。